# Vườn quốc gia Wolfe Creek Crater
Vườn quốc gia Wolfe Creek Meteorite Crater là một vườn quốc gia ở Tây Úc, Úc.
Vườn quốc gia này có khoảng cách 1.854 km (1.152 mi) phía đông bắc Perth. Nó chứa miệng núi lửa Wolfe Creek.
Công viên nằm cách Halls Creek khoảng 145 km (90 dặm) về phía Nam và có thể được truy cập qua Đường Tanami. Công viên này nằm ở rìa của Great Desert Sandy và bao gồm chủ yếu là đồng cỏ sa mạc và đồng cỏ spinifex.